# 重松朋
重松朋（1972年9月9日—）是日本的女性聲優，東京都出身。所屬Media Force。以前所屬Mausu Promotion。

## 演出作品

### 電視動畫
2000年
- 真·女神轉生 惡魔之子（母親）
- 好棒！櫻花媽媽（雪子）
- 第一神拳（學）

2001年
- 刃牙（古斯塔夫的母親）
- 人造人009 THE CYBORG SOLDIER（修女A）
- 棋靈王（小池仁志 其他）

2002年
- 盜賊王JING
- 浮游泉大冒險（貝琳達）
- 魔王但丁

2003年
- 最遊記RELOAD（紫苑的母親）
- 變形金剛：微型傳說（萊德的媽媽）
- 妄想科學美少女（梅干婆婆）

2004年
- 學園愛麗絲（短髮君）
- 神無月的巫女（舍監）
- 琉球武士瘋雲錄（小孩和之介）
- 蒼穹之戰神 Dead Aggressor（放送）
- 火影忍者（烏冬、蛤蟆龍、飛雄的母親　其他）
- B傳說！戰鬥彈珠人（偉．尤法）
- 完美超人Joe（小孩）
- 風人物語（女孩子2、男學生）
- 光之美少女（護士長）
- 棒球大聯盟 1st season（少年）
- 星際少年隊（男子2）
- 妄想代理人#4、13

2005年
- 學園愛麗絲（天候君、老奶奶）
- 真相之眼（少年）
- 銀盤萬花筒（附近的阿姨）
- 新釋 真田十勇士（山手殿）
- 蜂蜜幸運草（護士B）
- B傳說！戰鬥彈珠人 炎魂（偉．尤法）

2006年
- 死神的歌謠（枝子的母親）
- 少年陰陽師（安部露樹）
- 仰望半月的夜空（護士長）

2007年
- Keroro軍曹（學長）
- 萌少女的戀愛時光（野木老師、男學生）
- 火影忍者疾風傳（烏冬）
- MOONLIGHT MILE 2nd季 -Touch down-（女子）
- 羅比與凱洛比（女子1）

2008年
- 圖書館戰爭（須賀原）

2009年
- 火影忍者疾風傳（蛤蟆龍）

2011年
- 昭和物語

### OVA
- 小魔女DoReMi 童年秘密篇（店員、芭蕾舞老師）
- 萌少女的戀愛時光 休息時間「〜你給我的東西〜」（阿姨）
- Strait Jacket（阿姨）
- Halo Legends（歐布萊恩）

### 劇場版動畫
- 劇場版TSUBASA翼 鳥籠國的公主
- 火影忍者劇場版：大活劇！雪姬忍法帖！！（小孩）

### Web動畫
- 幕末機關說（藝妓）

### 遊戲
- 去吧！溫泉桌球（圓城和男）
- 3年B組金八先生 傳說的講座成立！（太郎的母親）
- True Crime（李普西）
- 東京巴士嚮導
- 棋靈王 院生頂上決戰（小池仁志）
- 巴登·凱多斯 永不終結的羽翼與失去的海洋（安娜 其他）
- 我們的太陽系列（黑暗少年薩巴塔、佩羅　其他）
- 怪物收藏（伯尼）
- 羅曼史是劍的光輝II -尋找銀色彩虹-（史萊造）

### 外語配音
- 愛卡莉（蘇西）
- 急診室的春天XII（女服務生）#252、XIII（李納）#278
- 原來是美男
- 無間道（芬妮）
- X戰警2（瓊斯（康娜·威道斯））
- 潘恩殺手（蘿克西（金柏莉·休伊））
- 功夫
- 沒有過去的男人（跳蚤市場的經理、樂隊的歌手（安妮琪·塔哈蒂））
- 神偷大帝（麥可）
- 赤色追緝令：末日審判（瑪麗（卡蜜葉·納塔））
- 火爆浪子（薇（瓊安·布隆戴爾））
- G點（蘿克西（金柏莉·休伊））
- 盾牌（奧蘿拉・阿西維達（卡蜜莉亞·薩尼茲））
- 驚聲尖笑3（翠珀・卓別林（卡穆琳·曼海姆））
- 美國版咒怨（珍妮佛・威廉斯（克麗亞·杜瓦爾））
- 豪門疑案（黛安娜・羅斯）
- 戴珍珠耳環的少女（葛麗葉）
- 甜蜜春藥（蒙查／法比奧拉）
- 星艦奇航記：重返地球（李維／伊森《雙胞胎》）
- 推奴
- 魔鬼牙醫2（貝比・特羅特）
- 震撼教育（麗莎・霍伊特（夏綠蒂·阿雅娜）
- 執法悍將3（艾姆斯）
- 打鬼王：貓王大戰埃及鬼王（護士（艾拉·喬伊斯））
- 彭薩科拉2（布麗克）
- 白色夾竹桃（佩蒂朵琳達·拉爾米亞）
- 神鬼認證（接待）
- 人骨拼圖（護士賽爾瑪（皇后·拉蒂法））※DVD版
- 駭客任務3：最後戰役（葛瑞絲評議員（法蘭辛·貝爾））
- 莉琪的異想世界（凱莉教練（桃特·瓊斯））
- 天才魔女（洛卡）
- 流氓帝國（莉蒂亞）
- 羅賓漢（伍爾夫（丹尼爾·紐曼））
- 找狗（薇蒂）

### 外語配音（動畫）
- X戰警：進化（魔形女（瑞雯・達克霍））
- 川瀨家族（旺達 其他）
- 嗨嗨帕妃亞美由美（查德）
- 蝙蝠俠（萊絲莉・湯普金斯（第2代））
- 親親麻吉（公爵夫人（第2代））

### CD
- 停泊HONEY 連續劇CD（松田的母親）
- 劍之世界 不笨連續劇CD（小狼）
- 棋靈王 流逝的憧憬（小池仁志）
- 棺扛的黑。〜懷中旅話〜連續劇CD（妮可兒）
- 戰神連續劇CD
- 爽快地連續劇CD（俄巴1）

### 廣播劇
- Lotus Garden-給次世代的勇者們-（西詠・黛兒・杜米納斯）

## 外部連結
- Media Force公開簡歷 （页面存档备份，存于）
- 重松朋 官方部落格 （页面存档备份，存于）

Template:Media Force